# Nepomuki Szent János-templom (Kide)
A kidei Nepomuki Szent János-templom műemlékké nyilvánított épület Romániában, Kolozs megyében. A romániai műemlékek jegyzékében a CJ-II-m-B-07563 sorszámon szerepel.